# Termy Dioklecjana
Termy Dioklecjana (łac. Thermae Diocletiani; wł. Terme di Diocleziano) – niezachowany do czasów współczesnych wielki kompleks łaźni publicznych w Rzymie.
Łaźnie znajdowały się w północno-wschodniej części Wiminału, w obrębie umocnień dawnych murów serwiańskich. Ich budowę zapoczątkował w 298 roku, po powrocie z kampanii w Afryce, cesarz Maksymian. Oddano je do użytku w rekordowym tempie, pomiędzy majem 305 a lipcem 306 roku. W związku z budową tak dużego kompleksu, zajmującego szacunkowo powierzchnię 12 hektarów, trzeba było wyburzyć wiele znajdujących się w tym miejscu wcześniejszych budynków i zmienić układ ulic. Zorientowane wzdłuż osi biegnącej z północnego wschodu na południowy zachód termy wzorowane były architektonicznie na Termach Trajana, z basenami, pomieszczeniami do kąpieli zimnych i gorących, wewnętrznymi portykami i ogrodami oraz palestrą. Do budowy użyto cegły, pokrytej stiukiem z zewnątrz i blokami marmuru wewnątrz, natomiast przynajmniej część kolumn wykonano z granitu.
Po wojnach VI wieku i przerwaniu doprowadzających wodę do miasta akweduktów termy zostały porzucone i popadły w ruinę. Jeszcze w XVI wieku można było podziwiać rozległe ruiny kompleksu, uwiecznione przez ówczesnych artystów. W 1561 roku papież Pius IV przekazał większą część dawnych term zakonowi kartuzów. W centralnej części łaźni zbudowano wkrótce według projektu Michała Anioła bazylikę Matki Bożej Anielskiej. W ciągu następnych dziesięcioleci rozbudowujący się klasztor kartuski pochłaniał kolejne fragmenty dawnych term, na których powstawały zabudowania gospodarcze i ogrody. W latach 1586–1589, w związku z budową Willi Peretti Montalto, z polecenia papieża Sykstusa V, zniszczono około jedną piątą pozostałości term. Kolejne zniszczenia przyniosła budowa dworca kolejowego Termini w latach 60. XIX wieku.
W 1889 roku pomieszczenia opuszczonego klasztoru kartuzów na terenie dawnych term zajęło Muzeum Narodowe w Rzymie, co pozwoliło na przeprowadzenie w latach 1908–1911 zakrojonych na szeroką skalę prac restauratorskich, w trakcie których zabezpieczono i wyeksponowano zachowane fragmenty oryginalnej budowli.